# NGC 1141

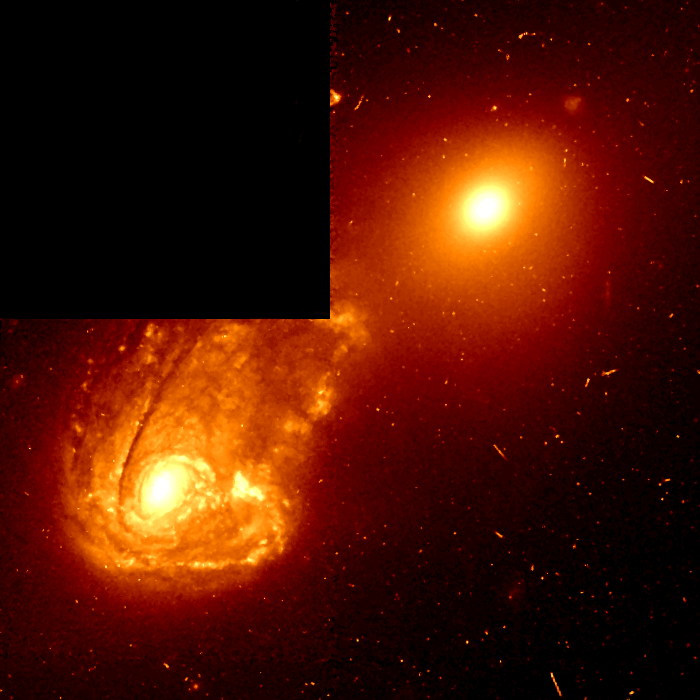
NGC 1141 est à droite en haut et NGC 1142 en bas à gauche. Image du télescope spatial Hubble.

NGC 1141 est une vaste galaxie lenticulaire relativement éloignée et située dans la constellation de la Baleine. Cette galaxie a aussi été observée par l'astronome français Édouard Stephan le 17 novembre 1876 et elle a été ajoutée au catalogue NGC sous la désignation 
NGC 1143.

## Caractéristiques
Sa vitesse par rapport au fond diffus cosmologique est de 8 329 ± 15 km/s, ce qui correspond à une distance de Hubble de 121,5 ± 8,5 Mpc (∼396 millions d'al).

### Paire de galaxies en interaction
NGC 1141 est une galaxie à anneau, et elle interagit fortement avec la galaxie NGC 1142. Comme ces deux galaxies sont relativement rapprochées et déformées mutuellement, elles apparaissent dans l'atlas d'Halton Arp sous la désignation ARP 118.